# Домодедово (село)
Домоде́дово — село в городском округе Домодедово Московской области России. Название, предположительно, произошло от некалендарного личного имени Домодед.

## География
Село Домодедово расположено на юге Московской области, в северной части городского округа Домодедово, на месте впадения реки Рожайки в Пахру. Ближайшие населённые пункты — деревни Макарово, Заболотье и Ворыпаево. Через село проходит Домодедовское шоссе, соединяющее города Домодедово и Подольск. В селе 19 улиц.
Впервые упоминается около 1401 года в духовной грамоте Владимира Андреевича Храброго, князя Серпуховского и Боровского.
В 1738 году была построена Никольская церковь.
В «Списке населённых мест» 1862 года — село дворцового ведомства 2-го стана Подольского уезда Московской губернии по правую сторону Каширской дороги, в 8 верстах от уездного города и 4 верстах от становой квартиры, при речке Рожай и реке Пахре, с 108 дворами, православной церковью и 845 жителями (391 мужчина, 454 женщины). В 1890 году село относилось к Домодедовской волости Подольского уезда, проживало 1013 человек.
В 1900 году в пяти километрах от села была открыта железнодорожная станция, получившая название от села. В том же году возник пристанционный посёлок, ныне входящий в состав города.
По материалам Всесоюзной переписи населения 1926 года — административный центр Домодедовского сельсовета Домодедовской волости Подольского уезда; проживало 992 человека (487 мужчин, 505 женщин), насчитывалось 177 хозяйств, из которых 173 крестьянских; работали кирпичный завод и трест Моссиликат.
До 1994 года село входило в Ямской сельсовет, с 1994 до 2007 год — в Ямской сельский округ Домодедовского района.
В селе функционирует сельская основная общеобразовательная школа.
В 2017-м году началось строительство жилого комплекса «Домодедово Парк», включенного в состав села. На момент 2025-го года построено 28 многоквартирных семнадцатиэтажных домов, два школьных корпуса, три детских сада. Ведутся другие строительные работы. 

## Население
| 1859 | 1886 | 1890  | 1926 | 2002 | 2010 | 2021  |
| ---- | ---- | ----- | ---- | ---- | ---- | ----- |
| 845  | ↗922 | ↗1013 | ↘992 | ↘320 | ↘229 | ↗7848 |

### Известные уроженцы
- Преснов Владимир Дмитриевич (1925—2003) — полный кавалер ордена Славы[17].